# دياني سيمبسون
دياني سيمبسون (بالإنجليزية: Diane Simpson)‏ هي فنانة أمريكية، ولدت في 1935.